# Euchromia rubrilinea
Euchromia rubrilinea là một loài bướm đêm thuộc phân họ Arctiinae, họ Erebidae.